# Xylormisa astriga
Xylormisa astriga là một loài bướm đêm trong họ Noctuidae.